# Złota Góra (Wysoczyzna Turecka)
Złota Góra – wzgórze pochodzenia morenowego o wysokości 191,2 m n.p.m. stanowiące najwyższy punkt powiatu konińskiego. Położone jest na południowy wschód od wsi Brzeźna w gminie Krzymów, na Wysoczyźnie Tureckiej.

## Charakterystyka przyrodnicza
Złota Góra i sąsiednie wzniesienia powstały jako formy szczelinowe w okresie zlodowacenia środkowopolskiego. Obszar ten objęty jest ochroną w ramach rezerwatu przyrody Złota Góra i Złotogórskiego Obszaru Chronionego Krajobrazu. Wśród drzew porastających wzgórze są: sosna, dąb, jarzębina, grab i leszczyna.

## Turystyka
Na szczycie Złotej Góry od 2014 roku stoi wieża widokowa o wysokości 29,1 m, w jego pobliżu znajduje się również maszt telekomunikacyjny. Od 1965 roku wzniesienie jest dostępne za pomocą dwóch szlaków pieszych (jednym z Brzeźna, zaś drugim na trasie Żychlin – Złota Góra – Wyszyna – Turek), a od początku XXI wieku także szlakiem rowerowym „Pętla dookoła Konina”. Przez obszar Złotej Góry biegnie fragment trasy festiwalu biegowego.